# Cheshire West and Chester
Cheshire West and Chester – dystrykt o statusie unitary authority w hrabstwie ceremonialnym Cheshire w Anglii.

## Miasta
- Chester
- Ellesmere Port
- Frodsham
- Neston
- Northwich
- Winsford

## Inne miejscowości
Acton Bridge, Agden, Aldford, Allostock, Alvanley, Antrobus, Ashton Hayes, Aston-by-Sutton, Bache, Backford, Backford Cross, Balderton, Barnton, Barton, Beeston, Blacon, Boothsdale, Bostock, Boughton, Bridge Trafford, Broxton, Bruen Stapleford, Buerton, Burton (Wirral), Burton (nad Gowy), Burwardsley, Byley, Caldecott, Capenhurst, Carden, Caughall, Chidlow, Childer Thornton, Chorlton, Chorlton-by-Backford, Chowley, Christleton, Church Shocklach, Churton Heath, Churton by Aldford, Churton by Farndon, Claverton, Clotton Hoofield, Clutton, Coddington, Comberbach, Cotton Abbotts, Cotton Edmunds, Crewe by Farndon, Croughton, Crowton, Cuddington Heath, Cuddington (Eddisbury), Cuddington (Malpas), Darnhall, Davenham, Delamere, Dodleston, Duckington, Duddon, Dunham on the Hill, Dutton, Eaton, Eccleston, Edgerley, Elton, Farndon, Golborne Bellow, Golborne David, Grafton, Great Budworth, Great Sutton, Guilden Sutton, Handley, Hapsford, Hargrave, Hartford, Harthill, Hatton, Helsby, Hockenhull, Hooton, Horton-by-Malpas, Horton-cum-Peel, Huntington, Huxley, Iddinshall, Ince, Kelsall, Kings Marsh, Kingsley, Lach Dennis, Larkton, Lea Newbold, Lea-by-Backford, Ledsham, Leftwich, Little Budworth, Little Leigh, Little Neston, Little Stanney, Little Sutton, Littleton, Lostock Gralam, Lower Kinnerton, Lower Peover, Malpas, Manley, Marlston cum Lache, Marston, Mickle Trafford, Mollington, Moston, Mouldsworth, Moulton, Ness, Newton by Malpas, Newton-by-Tattenhall, No Man’s Heath, Norley, Oakmere, Oldcastle, Overpool, Overton (Frodsham), Overton (Malpas), Parkgate, Picton, Piper's Ash, Plemstall, Poulton, Prior's Heys, Puddington, Pulford, Rowton, Rudheath, Rushton, Saighton, Sandiway, Saughall, Shocklach, Shotwick, Shotwick Park, Sproston, Stanthorne, Stoak, Stockton, Stretton, Sutton Weaver, Tarporley, Tarvin, Tattenhall, Thornton-le-Moors, Threapwood, Tilston, Tilstone Fearnall, Tiverton, Tushingham, Upton, Utkinton, Waverton, Weaverham, Wervin, Whitegate, Whitley, Wigland, Willaston, Willington, Wimbolds Trafford, Wimboldsley, Wincham, Winnington, Woodbank, Wychough.